# Euphorbia thomsoniana
Euphorbia thomsoniana är en törelväxtart som beskrevs av Pierre Edmond Boissier. Euphorbia thomsoniana ingår i släktet törlar, och familjen törelväxter. Inga underarter finns listade i Catalogue of Life.